# Amélie Mesureur
Amélie de Wailly (París, 3 de marzo de 1853- París, 7 de diciembre de 1926), Amélie Mesureur al casarse, fue una poeta y novelista francesa.

## Biografía
Fue nombrada caballero de la Legión de Honor en 1921. Fue presidenta de la Sociedad Victor Hugo.
En 1893, recibe el premio Archon-Despérouses.
Se casó con Gustave Mesureur el 25 de septiembre de 1873. Su hija, Suzanne Mesureur (1882-1927), fue compositora.

## Obras
Su producción se caracteriza por la importancia central que tienen los niños en ella. En una ocasión, la autora afirmó: "He hecho versos, he pronunciado mi dicha de joven mamá, en mis poemas he intentado representar a mis hijos, y lo cierto es que ya no sé si son mis hijos los que se asemejan a mis poemas".
Títulos traducidos de obras publicadas en francés:
- Nuestros niños (Alphonse Lemerre 1885)
- El pequeño mundo (Lorenz 1886)
- Rimas rosas (Alphonse Lemerre 1902). En el prefacio del libro, Alexandre Dumas hijo deja escrito lo siguiente: "Después de haber leído todos estos versos pimpantes, frescos, claros, me pareció, señora, que erais no solamente una poeta, sino una filósofa, en el buen sentido de la palabra, a la vez que una persona feliz, habiendo buscado y encontrado la felicidad allí donde seguramente está, en el bien. Todo su libro respira la seguridad de los días honestamente llenos por la incesante solicitud de la madre, por el trabajo, los juegos y los besos de los niños"[5]
- Gestos de niños (Alphonse Lemerre 1902), Premio de poesía de la Academia francesa
- El último de los pifferari, seguido de El pequeño mousse; ilustraciones de Slom, Société française d'éditions d'art, 1904 (Leer en línea)
- Las voces de la patria (Alphonse Lemerre 1920)
- A la búsqueda de una fuente
- Historia de un niño de París : 1870-1871 leer en línea